# Coneixement lliure
El coneixement lliure és el coneixement que pot ser adquirit, interpretat i aplicat lliurement, que pot ser reformulat segons les necessitats pròpies, i que pot ser compartit amb la resta en benefici de la comunitat. El terme abasta també el moviment cultural, que inspirat en els principis del programari lliure, propugna que el coneixement hauria de ser accessible i compartible sense restriccions, car entén el coneixement com un domini públic que beneficia a la col·lectivitat en general i permet el desenvolupament igualitari.
Durant l'última dècada, amb l'entrada de l'era digital, el consum i distribució de coneixement lliure ha viscut una revifada tenint com a màxim exponent la Viquipèdia, una enciclopèdia de contingut lliure. Aquest projecte distribueix els continguts sota llicència Creative Commons Reconeixement-Compartir Igual, permet a més l'edició de les pàgines. Arran d'aquest projecte n'han sortit d'altres amb la mateixa filosofia, escampant considerablement el coneixement lliure.

## Definicions
Els defensors del coneixement lliure creuen que la llibertat del coneixement està amenaçada a causa dels intents de restringir o controlar l'intercanvi d'informació (o coneixement explícit) a Internet. Per aquesta raó, la definició del coneixement lliure es formula generalment basant-se en la definició de programari lliure de la Free Software Foundation que comparteix aquesta preocupació. El coneixement explícit és el coneixement que ha estat o pot ser articulat, codificat i emmagatzemat en algun mitjà com text, so, vídeo, animació, un programa executable, o d'altres.
En el congrés internacional de coneixement lliure Libre Meeting 2007 a Madrid, es va redactar una primera declaració de principis on es va fixar la definició del terme "coneixement lliure" que formula el següent:
| « | "El coneixement lliure és el coneixement explícit alliberat de manera que els usuaris són lliures de llegir, escoltar, mirar, o d'una altra experiència; d'aprendre d'ell o amb ell; de copiar, adaptar i utilitzar per qualsevol propòsit; i de compartir obres derivades similars (com a coneixement lliure) per al bé comú." | » |

La Free Knowledge Foundation, organització sense ànim de lucre fundada el 2004 que treballa per la promoció d'aquest, concep el coneixement lliure com:
| « | El coneixement lliure és una forma d'entendre la transmissió del saber, les idees, les opinions, l'art, la cultura. Aquesta idea al voltant del concepte de llibertat, la llibertat de tots per accedir, experimentar, comprendre, compartir i participar activament i sense restriccions en el fenomen cultural continu. | » |

### Recursos lliures
El terme "recurs lliure" es refereix als recursos representats en un dispositius o mitjà, com els arxius en un format lliure que continguin text, una imatge, so, multimèdia, etc., o la combinació d'aquests, accessible amb programari lliure i posat en llibertat en virtut d'una llicència que atorga als usuaris la llibertat d'accedir, llegir, escoltar, veure, o una altra experiència del recurs; per aprendre, copiar, realitzar, adaptar i utilitzar per a qualsevol propòsit, i per contribuir i compartir millores o obres derivades.
Aquests recursos són fonamentals per als moviments associats amb el programari lliure, la cultura lliure i el coneixement lliure, etc., i són utilitzats per les comunitats lliure per a l'aprenentatge i la generació de coneixement.

### Aprenentatge lliure
El coneixement i l'aprenentatge van de la mà. L'aprenentatge lliure és (potencialment col·laboratiu, aprenentatge construccionista social) l'aprenentatge sense restriccions de les llicències d'ús massa restrictives utilitzant recursos lliures. El terme s'associa amb visions com la "llibertat d'aprendre" — l'educació i l'aprenentatge allibertat — que es considera adequat en països on el sistema d'educació pública no és capaç de satisfer totes les necessitats, fomentar i facilitar a la societat civil prendre part de la iniciativa i millorar els sistemes educatius públics.

## Llibertats
Les llibertat i drets respecte al programari lliure s'han generalitzat al terreny del coneixement lliure, donant lloc a la noció de coneixement lliure llargament estesa següent:
- La llibertat de ser adquirit i utilitzat lliurement, per qualsevol propòsit i sense necessitat de demanar permís a ningú (llibertat 0).
- La llibertat de ser adaptat lliurement a les necessitats pròpies de l'adquirent (llibertat 1). L'accés a una font modificable del coneixement és una precondició per a això.
- La llibertat de compartir-se lliurement amb la resta (llibertat 2).
- La llibertat de poder-se millorar i que les seves versions adaptades i millorades puguin compartir-se lliurement amb la resta, perquè així se'n benefici la comunitat global (llibertat 3). L'accés a una font modificable del coneixement és una precondició per a això.

Sovint s'entén com contingut o coneixement obert aquell que compleix les llibertats 0 i 2, i eventualment de les llibertats 1 i 3. No s'ha de confondre aquest terme amb el d'accés obert al coneixement.

## Llicències
El compliment de les llibertats anteriors seria, sense cap mena de dubte, la màxima expressió del coneixement lliure, atorgant-se la llibertat per ser utilitzat, redistribuït, millorat i compartit. Això inclou a tots els dominis del saber, i es particularitza en ells, en situacions concretes, a través de formalitzacions per escrit en actes «inter vius» de transmissió de drets, coneguts popularment com a llicències.
Una llicència de programari lliure, segons el moviment del programari lliure, és qualsevol llicència que respecti les quatres llibertat del programari lliure, esmentades anteriorment. Una llicència de programari de codi obert, segons el moviment per al programari de codi obert, és qualsevol llicència de programaria elaborada segons les directrius de programari de codi obert de l'Open Source Initiative.

### Classificació
Tal com passa amb les llibertats i drets respecte al programari, les llicències també s'han generalitat al terreny del coneixement, que es classifiquen segons la cessió o no de tots o alguns drets i llibertats. Les denominacions següents són les més freqüents:
- Llicència oberta (de contingut obert): tota aquella formalització per escrit, per part del titular, originari o no, dels drets de propietat intel·lectual d'una obra, que reculli necessàriament la cessió explícita en exclusiva, amb àmbit territorial global i per un temps il·limitat —és a dir, pel període corresponent a tota la vigència dels drets de propietat intel·lectual—, dels drets patrimonials de reproducció, distribució i comunicació pública de l'obra, incloent la posada a disposició interactiva. Les llicències obertes satisfan les llibertats 0 i 2.
- Llicència semioberta: limita el que permet una llicència de contingut obert al cas únic d'actes d'explotació a títol gratuït, sense ànim de lucre.
- Llicència lliure: tota aquella llicència de contingut obert que a més reculli la cessió en exclusiva del dret de transformació. Les llicències lliures satisfan les llibertats 0, 1, 2 i 3.
- Llicència semilliure: imposa la no cessió exclusiva del dret de transformació o d'algun dels drets patrimonials de reproducció, distribució i comunicació pública, incloent la posada a disposició interactiva, pel que fa a la seva consideració com a drets d'explotació.

A més a més, per a qualsevol llicència, queden reservats tots els drets no cedits expressament en la seva formalització, i el cessionari pot exercir els drets cedits en qualsevol mitjà o format, tangible o intangible, quedant autoritzat a més a efectuar les modificacions tècniques necessàries per a l'exercici dels drets cedits en aquests mitjans i formats.
D'aquesta manera s'ha arribat a la noció d'obra o contingut obert com tota obra o contingut protegit amb una llicència oberta.

### Llicències comunes
Les principals llicències utilitzades són les següents:
Llicència de documentació lliure de GNULlicència creada per la Free Software Foundation per al projecte GNU.
Aquestes llicències poden ser combinades, de diferents maneres. Tanmateix, s'ha de vigilar car, per exemple, es pot incloure contingut sota Creative Commons ShareAlike en una obra sota Creative Commons Attribution-ShareAlike, però no viceversa.